# مانوئل دیاز مونتابا
مانوئل دیاز مونتابا (اسپانیایی: Manuel Díaz Montava‎؛ زادهٔ ۱۴ مهٔ ۱۹۵۷) دوچرخه‌سوار اهل اسپانیا است.